# 布什維克大道-阿伯丁街車站
布什維克大道-阿伯丁街車站（英語：Bushwick Avenue–Aberdeen Street station）是美國紐約地鐵BMT卡納西線的地鐵站，設有L線（任何時候停站）列車服務。

## 車站結構
| G        | 街道層   | 出入口                                 |
| M        | 夾層     | 閘機、車站詢問處、MetroCard自動售票機  |
| P 月台層 | 側式月台 | 側式月台                               |
| P 月台層 | 西行     | ← 往第八大道 (威爾遜大道)              |
| P 月台層 | 東行     | → 往卡納西-洛克威公園道 (百老匯交匯) → |
| P 月台層 | 側式月台 |                                        |

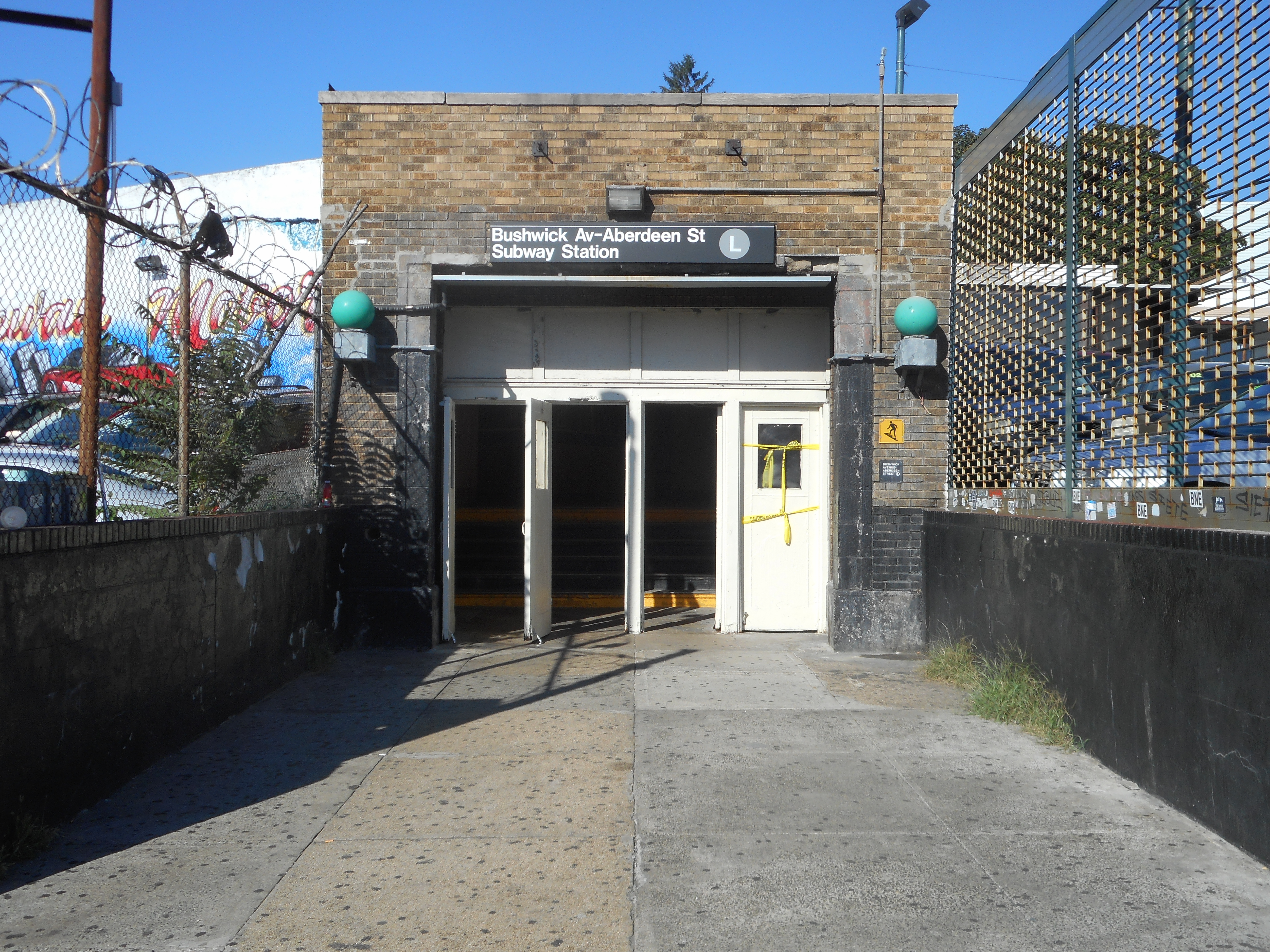
布什維克大道-阿伯丁街車站街道入口

此站設有兩個側式月台和兩條軌道。側式月台稍為彎曲，而在車站北端兩條軌道位於不同高度，南行軌道稍高，因為南行軌道是從高架的威爾遜大道車站下降到達。

## 外部連結
- nycsubway.org—BMT Canarsie: Bushwick-Aberdeen
- Station Reporter — . stationreporter.net. （原始内容存档于June 30, 2013）.
- The Subway Nut — Bushwick Avenue–Aberdeen Street Pictures （页面存档备份，存于）
- Bushwick Avenue entrance from Google Maps Street View （页面存档备份，存于）
- Platforms from Google Maps Street View